# ショーン・ギルマーティン
ショーン・パトリック・ギルマーティン（Sean Patrick Gilmartin, 1990年5月8日 - ）は、アメリカ合衆国カリフォルニア州ベンチュラ郡ムーアパーク出身のプロ野球選手（投手）。左投左打。現在は、フリーエージェント（FA）。妻はケイリー・マケナニー（ホワイトハウス報道官）で、娘がいる。

## 経歴

### プロ入り前
2008年のMLBドラフト31巡目（全体945位）でサンディエゴ・パドレスから指名されたが、この時は入団せずにフロリダ州立大学へ進学した。
2010年には日本で開催された第5回世界大学野球選手権大会にアメリカ合衆国代表として参加した。

### プロ入りとマイナー時代
2011年のMLBドラフト1巡目（全体28位）でアトランタ・ブレーブスから指名され、プロ入り。契約後、傘下のルーキー級ガルフ・コーストリーグ・ブレーブスでプロデビュー。A級ローム・ブレーブスでもプレーし、2球団合計で6試合に先発登板して2勝2敗、防御率3.09、31奪三振を記録した。オフにはアリゾナ・フォールリーグに参加し、サプライズ・サグアロスに所属した。
2012年はAA級ミシシッピ・ブレーブスとAAA級グウィネット・ブレーブスでプレーし、2球団合計で27試合に先発登板して6勝10敗、防御率3.84、111奪三振を記録した。
2013年はルーキー級ガルフ・コーストリーグ・ブレーブス、A級ローム、AAA級グウィネットでプレーし、3球団合計で21試合に先発登板して4勝8敗、防御率5.06、81奪三振を記録した。オフの12月18日にライアン・ドゥーミットとのトレードで、ミネソタ・ツインズへ移籍した。
2014年は傘下のAA級ニューブリテン・ロックキャッツとAAA級ロチェスター・レッドウイングスでプレーし、2球団合計で26試合に先発登板して9勝7敗、防御率3.71、133奪三振を記録した。

### メッツ時代
2014年12月11日に行われたルール・ファイブ・ドラフトでニューヨーク・メッツから指名された。
2015年は開幕をメジャーの25人枠で迎え、4月10日のブレーブス戦でメジャーデビュー。6月14日の同カードでメジャー初勝利を挙げた。メッツのリリーフ陣の一角に定着し、50試合に登板。防御率2.67、WHIP1.19、FIP2.75と軒並み安定した成績を残し、ルーキーイヤーから大きな貢献度を示した。
2016年はメジャーでは14試合の登板に留まった。0勝1敗、防御率7.13、WHIP1.59と大炎上し、前年に見せた大活躍の再現はならなかった。マイナーリーグ（AAA級ラスベガス・フィフティワンズ）では先発として投げ、19試合中18試合が先発登板で、9勝7敗、防御率4.86、WHIP1.43という成績だった。
2017年は開幕はマイナー・オプションによってAAA級ラスベガスで迎え、その後は3度メジャー昇格、マイナー降格を繰り返した。6月11日にDFAとなった。

### カージナルス傘下時代
2017年6月11日にウェイバー公示を経てセントルイス・カージナルスへ移籍し、傘下のAAA級メンフィス・レッドバーズへ配属された。9月1日にマイナー契約となった。
2018年7月2日に自由契約となった。

### オリオールズ時代
2018年7月13日にボルチモア・オリオールズとマイナー契約を結び、傘下のAAA級ノーフォーク・タイズへ配属された。8月11日にメジャー契約を結んでアクティブ・ロースター入りした。オフにFAとなったが、マイナー契約で再契約した。
2019年は開幕をAAA級ノーフォークで迎え、6月17日にメジャー契約を結んでアクティブ・ロースター入りした。6月25日にDFAとなり、28日にマイナー契約でAAA級ノーフォークへ配属された。レギュラーシーズン終了後の10月1日にFAとなった。

### レイズ時代
2020年2月8日にタンパベイ・レイズとマイナー契約を結んでスプリングトレーニングに招待選手として参加することになったと報じられ、23日に正式公示された。8月7日にメジャー契約を結んでアクティブ・ロースター入りした。8月9日にDFAとなり、11日にマイナー契約となった。8月22日に再びメジャー契約を結んでアクティブ・ロースター入りした。8月23日に再びDFAとなり、25日にマイナー契約となった。9月18日に三たびメジャー契約を結んでアクティブ・ロースター入りした。29日にシェーン・マクラナハンのメジャー昇格に伴い再びDFAとなり、10月1日にマイナー契約となった。オフの11月2日にFAとなった。

## 投球スタイル
速球は最速92mph（約148.1km/h）。右打者にはチェンジアップ、左打者にはスライダーを多投する。

## 詳細情報

### 年度別投手成績
| 年 度    | 球 団    | 登 板 | 先 発 | 完 投 | 完 封 | 無 四 球 | 勝 利 | 敗 戦 | セ 丨 ブ | ホ 丨 ル ド | 勝 率 | 打 者 | 投 球 回 | 被 安 打 | 被 本 塁 打 | 与 四 球 | 敬 遠 | 与 死 球 | 奪 三 振 | 暴 投 | ボ 丨 ク | 失 点 | 自 責 点 | 防 御 率 | W H I P |
| -------- | -------- | ----- | ----- | ----- | ----- | -------- | ----- | ----- | -------- | ----------- | ----- | ----- | -------- | -------- | ----------- | -------- | ----- | -------- | -------- | ----- | -------- | ----- | -------- | -------- | ------- |
| 2015     | NYM      | 50    | 1     | 0     | 0     | 0        | 3     | 2     | 0        | 2           | .600  | 235   | 57.1     | 50       | 2           | 18       | 5     | 2        | 54       | 1     | 0        | 17    | 17       | 2.67     | 1.19    |
| 2016     | NYM      | 14    | 1     | 0     | 0     | 0        | 0     | 1     | 0        | 1           | .000  | 79    | 17.2     | 21       | 4           | 7        | 1     | 1        | 11       | 0     | 0        | 14    | 14       | 7.13     | 1.59    |
| 2017     | NYM      | 2     | 0     | 0     | 0     | 0        | 0     | 0     | 0        | 0           | ----  | 19    | 3.1      | 8        | 2           | 1        | 0     | 0        | 4        | 1     | 0        | 5     | 5        | 13.50    | 2.70    |
| 2018     | BAL      | 12    | 0     | 0     | 0     | 0        | 1     | 1     | 0        | 0           | .500  | 113   | 27.0     | 23       | 4           | 11       | 0     | 2        | 15       | 0     | 0        | 9     | 9        | 3.00     | 1.26    |
| 2019     | BAL      | 1     | 1     | 0     | 0     | 0        | 0     | 1     | 0        | 0           | .000  | 16    | 2.1      | 7        | 2           | 2        | 0     | 0        | 1        | 0     | 0        | 5     | 5        | 19.29    | 3.86    |
| 2020     | TB       | 2     | 0     | 0     | 0     | 0        | 0     | 0     | 0        | 0           | ----  | 24    | 4.1      | 7        | 2           | 4        | 0     | 0        | 5        | 0     | 0        | 4     | 4        | 8.31     | 2.54    |
| MLB：6年 | MLB：6年 | 81    | 3     | 0     | 0     | 0        | 4     | 5     | 0        | 3           | .444  | 486   | 112.0    | 116      | 16          | 43       | 6     | 5        | 90       | 2     | 0        | 54    | 54       | 4.34     | 1.42    |

- 2020年度シーズン終了時

### 年度別守備成績
| 年 度 | 球 団 | 投手（P） | 投手（P） | 投手（P） | 投手（P） | 投手（P） | 投手（P） |
| 年 度 | 球 団 | 試 合     | 刺 殺     | 補 殺     | 失 策     | 併 殺     | 守 備 率  |
| ----- | ----- | --------- | --------- | --------- | --------- | --------- | --------- |
| 2015  | NYM   | 50        | 2         | 5         | 0         | 1         | 1.000     |
| 2016  | NYM   | 14        | 0         | 5         | 0         | 0         | 1.000     |
| 2017  | NYM   | 2         | 0         | 0         | 0         | 0         | ----      |
| 2018  | BAL   | 12        | 2         | 4         | 0         | 1         | 1.000     |
| MLB   | MLB   | 78        | 4         | 14        | 0         | 2         | 1.000     |

- 2018年度シーズン終了時

### 背番号
- 36（2015年 - 2017年）
- 63（2018年 - 2019年）
- 85（2020年）

### 代表歴
- 第5回世界大学野球選手権大会 アメリカ合衆国代表